# Ferrari Dino 196 S
La Dino 196 S è una autovettura da competizione prodotta dalla casa automobilistica italiana Ferrari nel 1958 in un solo esemplare.

## Il contesto
Come spesso capitava all'epoca, la Ferrari, dopo aver progettato, costruito e utilizzato i motori in Formula 1, li montava su vetture sportive adatte a competizioni tipo il Campionato del Mondo Sport Prototipi. I propulsori della stessa tipologia di quello installato sulla Dino 196 S, i cosiddetti “Dino”, furono anche montati su vetture di Formula 2. Essi derivavano l'appellativo dal nome del figlio di Enzo Ferrari, Dino, a cui è attribuita la progettazione.
Su questo modello fu installato il motore “Tipo Dino 196”, che fu sviluppato da Vittorio Jano. Le prime due cifre della sigla numerica del propulsore erano collegate alla cilindrata totale, che era di circa 1,9 L, mentre l'ultima al numero dei cilindri. Ciò era in controtendenza rispetto alla tradizione Ferrari dell'epoca, che associava alla sigla numerica la cilindrata unitaria, cioè quella relativa a un solo cilindro. Questo propulsore aveva una particolarità: era un V6 che possedeva l'angolo tra le due bancate di 65°. Fu progettato con questa caratteristica per ridurre gli ingombri. 
La Dino 196 S fu la prima Ferrari Sport Prototipo a montare questo tipo di motore. Questo propulsore, nelle intenzioni di Enzo Ferrari, doveva sostituire il celebre V12 della 250 Testa Rossa, da cui in parte derivava. Un motore derivato dal “Tipo Dino 196” fu installato nel 1962 sulla 196 SP, ma era posizionato posteriormente.
Esteriormente la Dino 196 S era molto simile alla 250 Testa Rossa, e aveva una linea che in quegli anni era comune per le vetture della sua categoria. La differenza principale rispetto al modello menzionato risiedeva nelle caratteristiche della presa d'aria posizionata sul cofano. La carrozzeria era opera di Fantuzzi, e le sue linee furono riprese da un'altra vettura Ferrari con motore “Dino”, la Dino 246 S che, tra l'altro, era più potente.

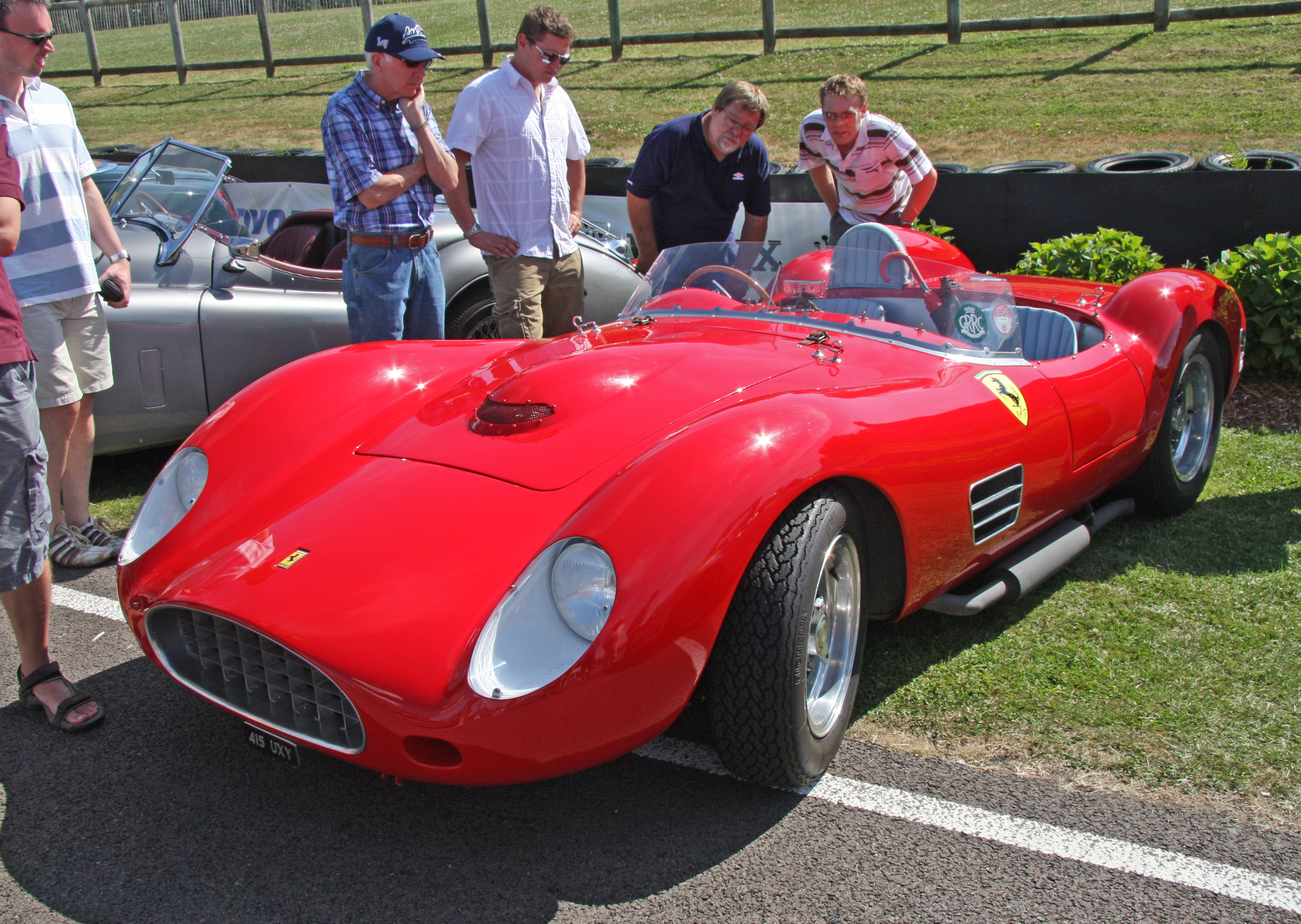
Una Ferrari Dino 196 S replica

## Attività sportiva
A seguito dei risultati sportivi ottenuti dalle altre vetture che montavano la stessa tipologia di motore della Dino 196 S, vale a dire il V6 a 65°, Enzo Ferrari decise di cedere l'unico esemplare costruito del modello a Luigi Chinetti. Costui lo utilizzò in diverse competizioni fino al 1961, ma con scarso successo. Tra le gare a cui prese parte ci furono la 12 Ore di Sebring e la Targa Florio, oltre ad altre competizioni in Nord America. In seguito l'esemplare passò ad altri proprietari, e il figlio dell'attuale possessore l'ha guidato nel 2006 al Goodwood Revival.

## Caratteristiche tecniche
Il motore era un V6 a 65° anteriore, longitudinale e non sovralimentato. L'alesaggio e la corsa erano rispettivamente di 77 mm e 71 mm, che portavano la cilindrata totale a 1983,72 cm³. Il rapporto di compressione era di 9,8:1. La testata e il monoblocco erano fabbricati in lega leggera. La potenza massima erogata dal propulsore era di 195 CV a 7200 giri al minuto.
La distribuzione era formata da un doppio albero a camme in testa che comandava due valvole per cilindro. L'alimentazione era assicurata da tre carburatori di marca Weber e modello 42 DCN. L'accensione era doppia e il relativo impianto era costituito da due magneti, mentre la lubrificazione era a carter secco. La frizione era multidisco.
Le sospensioni anteriori erano indipendenti con quadrilateri trasversali e barra stabilizzatrice, mentre quelle posteriori erano formate da un ponte rigido e da molle elicoidali. Entrambe avevano installato ammortizzatori idraulici. I freni erano a tamburo sulle quattro ruote, mentre il cambio era manuale a quattro rapporti più la retromarcia. Lo sterzo era a vite senza fine e settore dentato, mentre la trazione era posteriore.
Il telaio era tubolare in acciaio. La carrozzeria era spider a due posti ed era opera di Fantuzzi.
La velocità massima raggiunta dalla vettura era di 250 km/h.